# Pholidostachys dactyloides
Pholidostachys dactyloides är en enhjärtbladig växtart som beskrevs av Harold Emery Moore. Pholidostachys dactyloides ingår i släktet Pholidostachys och familjen Arecaceae. Inga underarter finns listade i Catalogue of Life.